# Limonia perdistincta
Limonia perdistincta är en tvåvingeart som beskrevs av Alexander 1979. Limonia perdistincta ingår i släktet Limonia och familjen småharkrankar.
Artens utbredningsområde är Komorerna. Inga underarter finns listade i Catalogue of Life.